# Rocade de Saint-Brieuc
La rocade de Saint-Brieuc est un aménagement routier permettant de contourner la ville de Saint-Brieuc (Côtes-d'Armor). Elle se compose de deux tronçons : la rocade nord (RN 12) entre Trégueux et Plerneuf via Plérin et la rocade sud (RD 222) incomplète mais ouverte entre Trégueux et Ploufragan depuis 2012.

## Rocade nord
La rocade nord est portée par la RN 12 entre Paris et Brest.
Les principaux échangeurs sont situés au niveau :
- de la ZI Beaufeuillage (vers les quartiers sud de Saint-Brieuc)
- de la ZA La Petite-Grange (vers Saint-Quay-Portrieux)
- de la ZA de l'Aéroport de Saint-Brieuc Armor (vers Paimpol).

## Rocade sud
La rocade sud, appelée également rocade de déplacements, est portée par la RD 222 en cours de construction. À terme, la rocade sud sera reliée à la rocade nord à ses deux extrémités : Yffiniac à l'est et l'échangeur de l'aéroport à l'ouest.
La construction s'effectue en trois étapes :
- De 3,2 kilomètres, le tronçon entre Trégueux et Ploufragan est ouvert depuis juillet 2012[1]. Un échangeur complet a été créé avec la RD 700 en direction de Quimper, Vannes, Lorient et Plaintel.
- À l'est, le tronçon entre l'échangeur du Créa'ch et celui de la Croix Gibat a ouvert début 2014 tout comme le nouvel échangeur de la RN 12 au Perray. L'échangeur sera refondu pour 2017.
- À l'ouest, la rocade sera prolongée mais le projet trop coûteux de construction de deux viaducs a été abandonné. L'un devait enjamber le Gouët, l’autre le ruisseau de Corbel. Une nouvelle option sera prise prochainement[2].

## Trafic
La rocade nord (RN 12) entre Yffiniac et Plérin est la section la plus chargée. En 2014, elle supporte ainsi un trafic de près de 65 000 véhicules par jour en moyenne.

## Accidents et incidents
Le rond-point de Guerneau de la rocade sud (RN 222) suscite des interrogations à la suite de nombreux accidents mortels. Depuis le début de la construction de cet échangeur, cinq accidents mortels ont eu lieu (2013, 2015 et trois en été 2020). Fin mars 2021, le Conseil départemental fait installer des dispositifs anti-encastrement.
Les dimanche 30 et lundi 31 août 2020, sur le chantier de la rocade sud, des engins ont subi de lourdes dégradations : un compacteur neuf, acheté très peu de temps avant l'incident par l'entreprise de BTP, a été détruit avec l'aide d'une pelleteuse appartenant à la même entreprise. De nombreux vandalismes ont également été subis quelques jours avant tels que des vols de batteries et de carburants.